# Huang Zitao

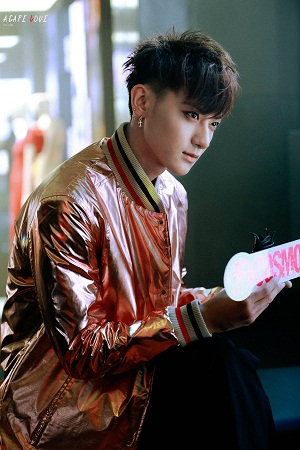
Huang Zitao (2015)

Huang Zitao (* 2. Mai 1993; vereinfachtes Chinesisch: 黄子韬; traditionelles Chinesisch: 黃子韜; pinyin: Huáng Zǐtāo; koreanisch:  타오, 황 지타오; japanisch: タオ, 黄子韜), besser bekannt unter dem Namen Tao oder Z.Tao, ist ein chinesischer Rapper, Sänger, Songwriter, Schauspieler und Kampfkünstler.

## Leben
Huang Zitao wurde am 3. Mai 1993 in Qingdao, Shandong, China geboren. In seiner Kindheit lernte Zitao Wushu. Im Jahr 2010 begleitete er widerwillig einen Freund zu einer MBC Star Audition und wurde von SM Entertainment angenommen.

## Musikalischer Werdegang

### 2011–2015: EXO und die Klage gegen SM Entertainment
Ende Dezember 2011 wurde Tao als das dritte Mitglied von Exo vorgestellt. Seinen ersten Auftritt hatte er bei SBS' jährlichem Gayo Daejeon im Dezember. Im Jahr 2013 nahm Zitao bei Splash! teil, eine Promitauch Serie. Berichten zufolge verletzen sich mehrere Prominente während der Dreharbeiten, weshalb sie kurze Zeit später wieder eingestellt wurde.
Im Juni 2015 eröffnete Zitao sein eigenes Label 黄子韬Z.TAO Studio in China. Am 24. August erhob Zitao eine Klage gegen SM Entertainment zur Beendigung seines Vertrags, aufgrund mehrerer Verletzungen.

### Seit 2015: Solokarriere, The Road und Promise Asia Tour
Ende Juli erschien Zitaos Debütep T.A.O welche sich über 670.000 mal in der Veröffentlichungswoche verkaufte. Im August folgte die EP Z.TAO. Das Musikvideo zum Titel Crown wurde in einem 7-minütigen Kurzfilm präsentiert.
Anfang Januar 2016 gewann Zitao den „Most Influential Male Singer“ Preis bei den Mobile Video Festival 2016 (Miopai Awards). Darauf wurde er der Headliner der SoYoung 2016 Live Concert Tour. Während des Konzerts spielte Zitao seine Lieder Reluctantly, Crown, M.O.M, I’m the Sovereign, Feel Awake und er gewann den „Most Popular Performer“ Preis.
Im März 2017 kündigte Zitao an, dass er an einem Album namens The Road arbeitet. Im April 2017 wurde er Testimonial für die 17. Top Chinese Music Awards und gewann den „All-Round Artist Preis“. Daraufhin kündigte Zitao seine Promise Asia Tour an.

## Diskografie
| - 2016: The Road | - 2015: T.A.O - 2015: Z.TAO |

### Singles
| - 2015: T.A.O - 2015: Yesterday - 2015: M.O.M - 2015: 舍不得 (Reluctantly) - 2015: Intro (Vox Up) - 2016: The Road - 2016: Underground King | - 2016: Hello Hello" (featuring Wiz Khalifa) - 2016: Black White (AB) - 2017: New Day - 2017: Promise - 2017: Collateral Love - 2017: Expose - 2017: Still in Time |

## Tourneen & Konzerte
| Promise Asia Tour. - 30. April 2017: Peking - 6. Mai 2017: Nanjing - 20. Mai 2017: Taipei - 27. Mai 2017: Macau | Z.Tao First Concert - 23. August 2015: Beijing Exhibition Center Theater Z.Tao The Road - 1. Mai 2016: Nanjing |

## Auszeichnungen
| Jahr                | Auszeichnung                          | Kategorie                    | Nominierung | Resultat | Ref.          |
| ------------------- | ------------------------------------- | ---------------------------- | ----------- | -------- | ------------- |
| 2015                | Migu Music Awards                     | Best Stage Performance       | Er selbst   | Gewonnen | [ 28 ] [ 29 ] |
| 2016                | Mobile Video Festival (Miopai Awards) | Most Influential Male Singer | Er selbst   | Gewonnen | [ 30 ] [ 31 ] |
| Tencent Star Awards | Gewonnen                              | Most Influential Male Singer | Er selbst   |          |               |
| Sina Weibo Night    | The Most Popular Singer               | Gewonnen                     | Er selbst   |          |               |
| 2017                | 5th V Chart Awards                    | All Round Artist of the Year | Er selbst   | Gewonnen |               |
| 2017                | 17th Top Chinese Music Awards         | All Round Artist of the Year | Er selbst   | Gewonnen | [ 32 ]        |
| 2017                | GMIC X Awards                         | Musician of the Year         | Er selbst   | Gewonnen |               |